# Sigalens
Sigalens är en kommun i departementet Gironde i regionen Nouvelle-Aquitaine i sydvästra Frankrike. Kommunen ligger i kantonen Le Réolais et Les Bastides som tillhör arrondissementet Langon. År 2022 hade Sigalens 342 invånare.

## Befolkningsutveckling
| Befolkningsutvecklingen i Sigalens 1968–2021 | Befolkningsutvecklingen i Sigalens 1968–2021 | Befolkningsutvecklingen i Sigalens 1968–2021 | Befolkningsutvecklingen i Sigalens 1968–2021 | Befolkningsutvecklingen i Sigalens 1968–2021 |
| -------------------------------------------- | -------------------------------------------- | -------------------------------------------- | -------------------------------------------- | -------------------------------------------- |
|                                              |                                              |                                              |                                              |                                              |
| År                                           |                                              |                                              | Folkmängd                                    |                                              |
| 1968                                         | 1968                                         |                                              | 346                                          |                                              |
| 1975                                         | 1975                                         |                                              | 292                                          |                                              |
| 1982                                         | 1982                                         |                                              | 252                                          |                                              |
| 1990                                         | 1990                                         |                                              | 239                                          |                                              |
| 1999                                         | 1999                                         |                                              | 238                                          |                                              |
| 2007                                         | 2007                                         |                                              | 292                                          |                                              |
| 2015                                         | 2015                                         |                                              | 379                                          |                                              |
| 2021                                         | 2021                                         |                                              | 347                                          |                                              |